# Maurice O'Sullivan
Maurice O'Sullivan, in gaelico irlandese Muiris Ó Súilleabháin, (Grande Blasket, 19 febbraio 1904 – Connemara, 25 giugno 1950) è stato uno scrittore irlandese di lingua irlandese.

## Biografia
In seguito alla morte della madre quando Maurice aveva sei mesi, egli fu inviato in un collegio a Dingle. All'età di otto anni ritornò all'isola Grande Blasket dove visse con il padre, il nonno e i fratelli; e ne apprese la lingua nativa. Nel 1927 si arruolò nella "Garda Síochána" (la polizia irlandese) a Dublino, che lo inviò nella zona di lingua irlandese del Connemara, dove mantenne i contatti con il prof. Thomson che lo assistette nella compilazione del suo romanzo. Nel 1934 lasciò l'impiego in polizia ma rimase stabilmente nel Connemara; dove nel 1950 morì annegato mentre nuotava lungo la costa.
Il suo unico romanzo dato alle stampe, Fiche Bliain ag Fás (Vent'anni in crescita), fu pubblicato in irlandese e in traduzione inglese nel 1933; e l'anno successivo in traduzione francese, eseguita da Raymond Queneau. L'isola Grande Blasket, in quanto una delle ultime zone in cui la lingua e la cultura della vecchia Irlanda continuavano a vivere senza interruzione, era una zona di grandissimo interesse per i ricercatori delle narrazioni di ambientazione tradizionale. Maurice fu persuaso a scrivere le proprie memorie da George Thomson, linguista e professore di greco, che si era recato sull'isola per ascoltare ed apprendere la lingua irlandese. Fu Thomson ad incoraggiare lo scrittore ad arruolarsi nella polizia, anziché emigrare in America come la maggior parte dei giovani irlandesi dell'epoca. Thomson raggruppò e redasse le memorie; e ne eseguì la traduzione in inglese, con la collaborazione di Moya Llewelyn Davies .
Questo primo romanzo fu accolto con grande entusiasmo dalla critica, compreso lo scrittore E.M. Forster, ma le lodi sottintesero a volte un atteggiamento di superiorità. Forster descrisse il libro come il documento di una durevole cultura "neolitica". L'eccezionale interesse suscitato era vincolato allo stereotipo romantico dell'"irlandese selvaggio". Perciò quando lo scrittore cercò un editore per il suo secondo romanzo, Fiche Bliain faoi Bhláth (Vent'anni in fiore), trovò un totale disinteresse; in quanto il contenuto, che narrava della vita dell'autore sulla terraferma ed in un ambiente più moderno, per forza di cose si allontanava dal mondo romantico dei fuochi di torba e delle donne sagge che fumavano la pipa.
Una sceneggiatura cinematografica basata sul primo romanzo dell'autore fu iniziata, ma non portata a termine, dallo scrittore gallese Dylan Thomas.

## Opere
- (GA) Fiche Bliain ag Fás (Vent'anni in crescita), Dublino, Clólucht an Talbóidigh, 1933.
  - (EN) Twenty Years a-Growing, traduzione di Moya Llewelyn Davies e George Thomson (dall'irlandese all'inglese), New York, Viking Press, 1933.
    - (FR) Vingt ans de jeunesse, traduzione di Raymond Queneau (dall'inglese al francese), Parigi, Gallimard, 1934.
- (GA) Fiche Bliain Faoi Bhláth (Vent'anni in fiore), mai pubblicato.